# Зігфрід фон Фойхтванген
Зігфрід фон Фойхтванген (нім. Siegfried von Feuchtwangen) — 15-й великий магістр Тевтонського ордена з 1303 по 1311 рік.

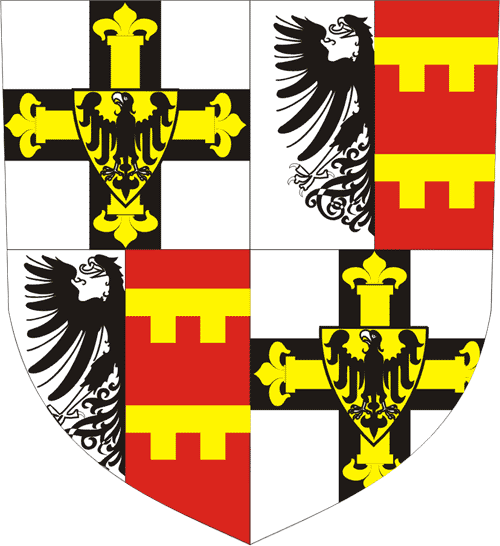
Герб великого магістра Зігфріда фон Фейхтвангена

Походив з лицарського роду з Франконії. Час вступу в орден невідомий. Невідомо також про перші роки його служби в ордені. В історичних джерелах згадується з 1298 року як Ландмейстер Тевтонського ордену в Німеччині та комтур Відня.
На генеральному капітулі у Ельблонгу в 1303 році, який затвердив відставку Готфріда фон Гогенлое, був обраний Великим магістром ордену.
Під час його правління було зайняте Гданське Помор'я. У 1309 році між Бранденбургом та Орденом був укладений Солдинський договір, за яким хрестоносці отримали права на всю Померанію та Данціг. Орден стає головним противником Польщі.
Після падіння у 1291 році останнього оплоту хрестоносців в Палестині — Акри орден обрав своєю резиденцією Венецію. Але там його становище було непевне. У 1307 році почались репресії проти Ордену Храму, що також не сприяло стабільності в середовищі хрестоносців. Тому остаточно було прийняте рішення про перенесення столиці Тевтонського ордену з Венеції у Мальборк. Урочистий в'їзд у Мальборк відбувся у вересні 1309 року.
Особливої активності у військовій діяльності Зігфрід фон Фойхтванген не проявляв, віддаючи командування військовими силами орденом прусському магістру Генріху Плоцке.
Помер 5 березня 1311 року в Мальборку. Похований в соборній церкві Святої Трійці в Кульмензе.

## Галерея

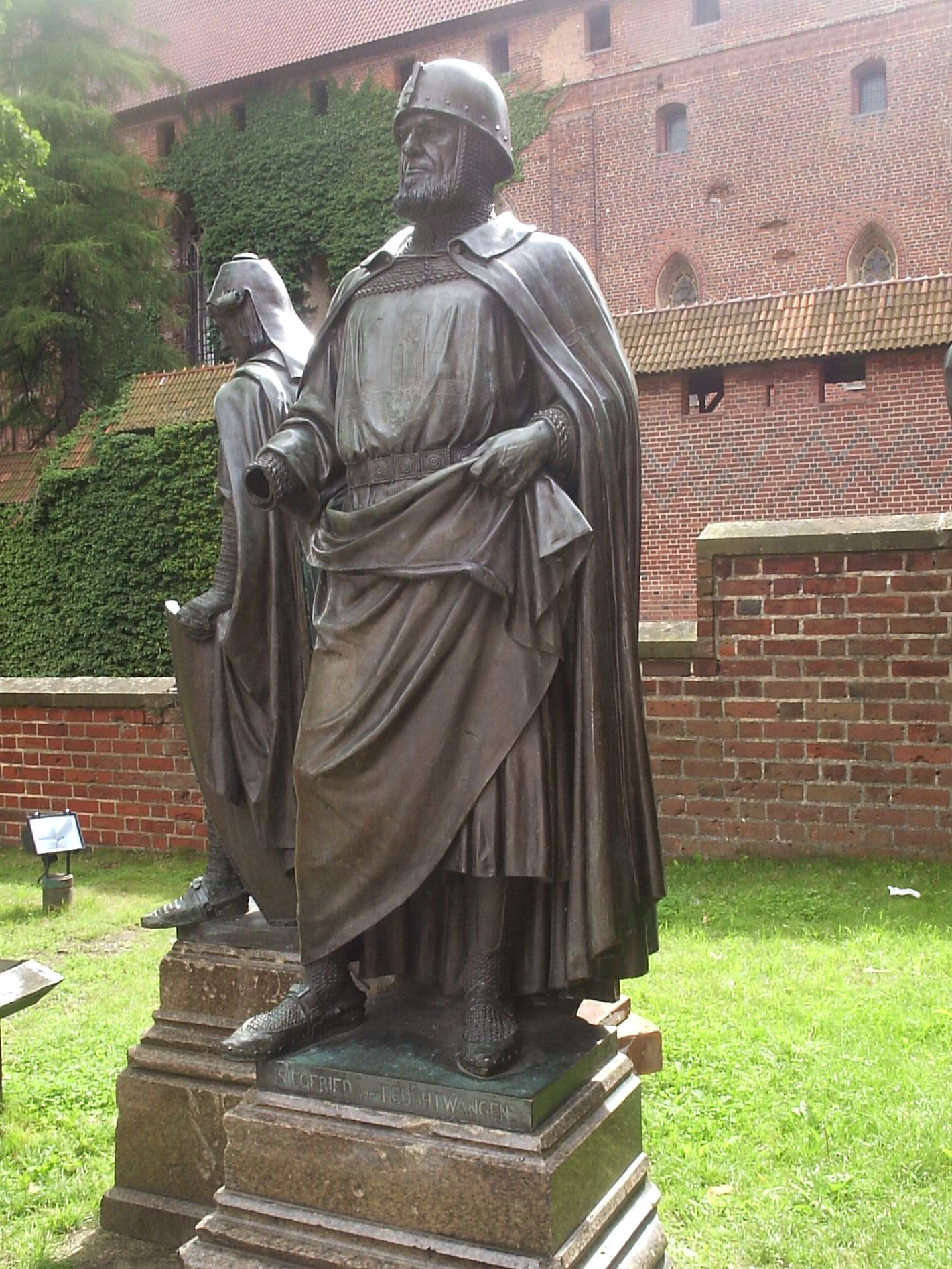
Статуя Зігфріда фон Фойхтвангена у Мальборку
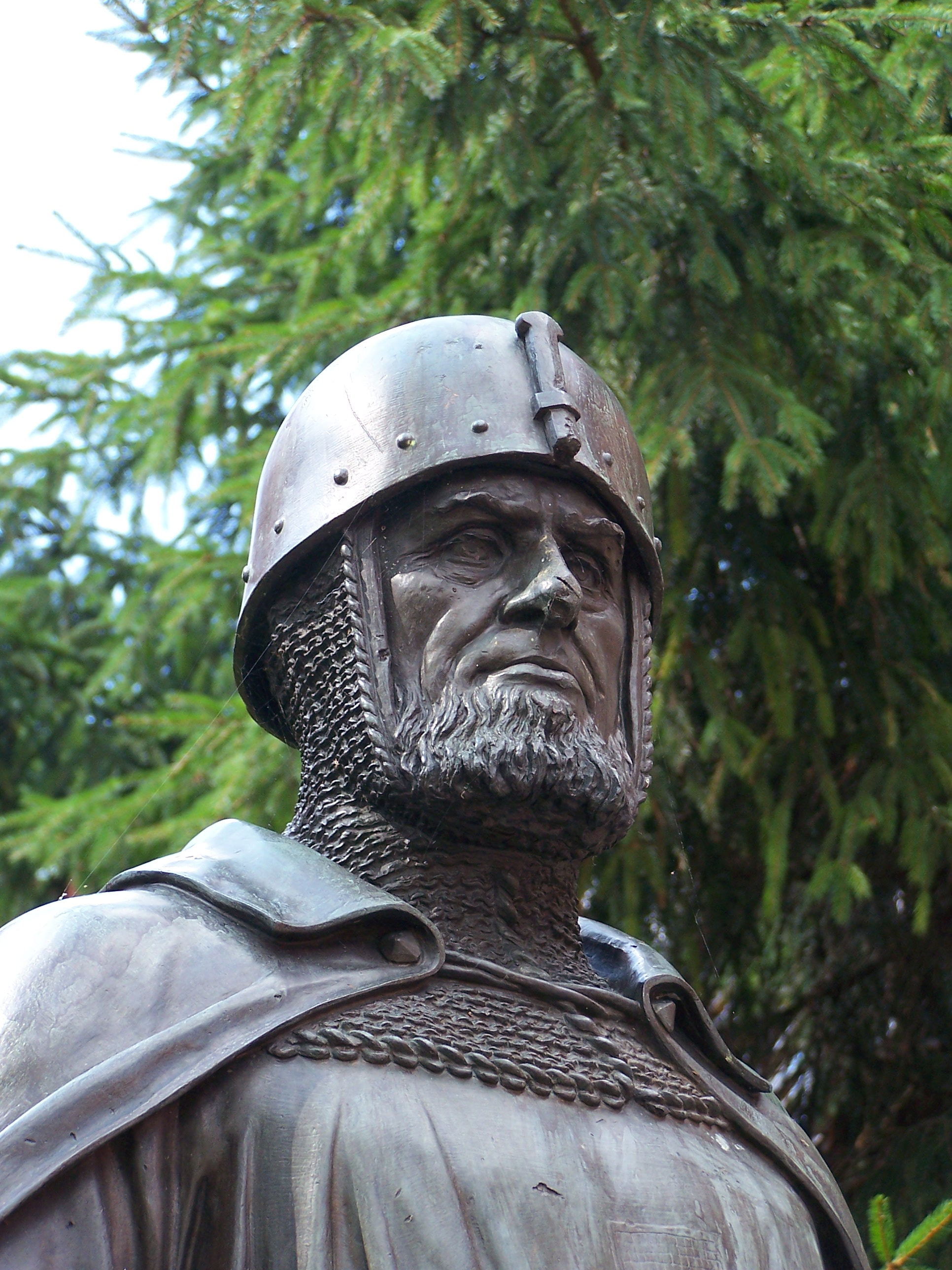
Статуя Зігфріда фон Фойхтвангена у Мальборку. Фрагмент.
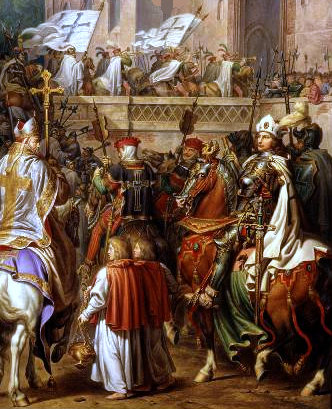
В'їзд Великого магістра Зігфріда фон Фойхтвангена у Мальборк.